# 카시나 고바역
카시나 고바 역(이탈리아어: Cascina Gobba)은 밀라노 지하철의 2호선의 역이다. 오토스트라다 A51 밀라노 우회로의 서쪽 방면에 있는 파도바 가 (via Padova)에 위치해 있다. 이 우회로는 "카시나 고바" (Cascina Gobba)라고 하는 주요 고속도로 분기점 옆에 있는데, 이탈리아 밀라노 북동부의 주요한 운송 중심지이다. 이 역은 시내 구간 요금이 적용되는 마지막 역이며, 2호선은 이 역에서 두 지선으로 분기되어 콜로뇨 노르드나 제사테에서 종점에 닿는다.
카시나 고바 역의 승강장 구조는 3면 4선으로, 승강장 하나는 섬식 승강장, 나머지 승강장들은 단선 승강장이다.

## 역사
카시나 고바 역은 1968년 바프리오에서 카사노다다까지 도시 간 고속 트램으로 운행되는 첼레리 델라다 선의 개통과 함께 개업했다. 그 다음 해부터 새롭게 지어진 밀라노 지하철 2호선의 동쪽 종착역이 되어 그 노선의 일부가 되어 운행되기 시작했다. 트램 운행은 1972년 도시 철도 운행으로 대체되었다.
1981년에는 콜로뇨 몬체레 지선의 개통으로 분기점이 되었다. 1999년부터는 산 라파엘레 병원으로 가는 승객들의 종점이 되었다.

## 시설
이 역에는 다음과 같은 시설이 있다.
- 장애인 승객을 위한 접근 시설
- 에스컬레이터
- 승차권 자동판매기
- 역 감시카메라
- 신문 가판대, 담배 가게
- 스낵 자판기